# Lista över ledamöter av Sveriges riksdags första kammare 1927
Ledamöter av Sveriges riksdags första kammare 1927.

## Stockholms stad
- Ernst Alarik Klefbeck, kyrkoherde, s, f. 1866
- Ernst Trygger, f.d. justitieråd, h
- Charles Lindley, förtroendeman, s
- Jan Berglund, kassör, s, f. 1864
- Sten Stendahl, grosshandlare, h, f. 1876
- Arvid Thorberg, LO:s ordförande, s
- Carl Hederstierna, överståthållare, h
- Herman Lamm, grosshandlare, l, f. 1853
- Hjalmar von Sydow, häradshövding, h
- Paul Magnusson, förgyllare, s, f. 1876
- Leonard Ljunglund, redaktör, h, f. 1867

## Stockholms län och Uppsala län
- Frits Gustav Möller, f.d. statsråd, s
- Gustaf Lagerbjelke, greve, riksgäldsfullmäktig, h, f. 1860
- Per Henning Sjöblom, lantbrukare, s, f. 1875
- Carl-Axel Reuterskiöld, professor, bf, f. 1870
- Carl Gotthard Ekman, statsminister, l, f. 1872
- Carl Primus Wahlmark, typograf, s, f. 1883
- Hjalmar Hammarskjöld, landshövding, högervilde
- Teodor Julin, notarie, s, f. 1880
- Theodor Borell, häradshövding, h, f. 1869
- Martin Fehr, professor, l, f. 1885

## Södermanlands och Västmanlands län
- Carl Svensson, överdirektör, s, f. 1879
- Gustaf Sederholm, godsägare, h, f. 1868
- Torsten Nothin, generaldirektör, s
- Bo von Stockenström, bruksägare, l, f. 1887
- Assar Emanuel Åkerman, häradshövding, s
- John Karlsson, borgmästare, h, f. 1855
- Alexis Björkman, redaktör, s, f. 1853
- Anders Johan Bärg, förrådsförman, s, f. 1870
- Gustaf Kobb, professor, l, f. 1863

## Östergötlands län med Norrköpings stad
- Carl Johan Gustaf Swartz, universitetskansler, h
- Oscar Olsson, lektor, s, f. 1877
- K.G. Westman, professor, bf, f. 1876
- Einar Thulin, byråchef, s, f. 1883
- Carl Gustaf Hammarskjöld, generallöjtnant, h
- Albert Bergström, byråföreståndare, s, f. 1869
- Karl Andersson i Eliantorp, hemmansägare, bf, f. 1869
- David Bergström, f.d. envoyé, f, f. 1858

## Jönköpings län
- Karl Ekman, hovrättsråd, h, f. 1863
- Karl Johan Alfred Gustafsson, lantbrukare, h, f. 1862
- Oscar Ericson i Oberga, lantbrukare, bf, f. 1866
- Jacob Spens, greve, landshövding, h, f. 1861
- Ivan Pauli, lektor, s, f. 1885
- Erik Abrahamsson, lantbrukare, f, f. 1873

## Kronobergs och Hallands län
- Martin Svensson i Kompersmåla, h, f. 1871
- Johan Bernhard Johansson i Fredrikslund, lantbrukare, h, f. 1877
- Georg Bissmark, borgmästare, h, f. 1871
- Axel Rooth, häradsskrivare, h, f. 1858
- Anders Elisson, lantbrukare, bf, f. 1876
- Per Gustafsson i Benestad, lantbrukare, bf, f. 1880
- Gustaf Anton Larsén, folkskollärare, s, f. 1870
- Carl Thorén, redaktör, f, f. 1874

## Kalmar läns norra och södra landstingsområden samt Gotlands län
- John Jeansson, vicekonsul, h, f. 1865
- Petrus Nilsson i Gränebo, lantbrukare, bf, f. 1881
- Erik Anderson i Hägelåkra, lantbrukare, h, f. 1870
- Axel Olof Rune, borgmästare, f
- Lars Gunnar Bodin, lantbrukare, bf, f. 1872
- Carl Boberg, redaktör, h, f. 1859
- Eli Svänsson, folkskoleinspektör, s, f. 1865

## Blekinge län och Kristianstads län
- Johan Nilsson i Skottlandshus, landshövding, h, f. 1873
- Adolf Dahl, f.d. rådman, h
- Jeppe Clemedtson, sparbankskamrerare, h, f. 1885
- J. Erik Forssberg, vicekonsul, h, f. 1865
- Alexander Nilsson i Fredriksfält, lantbrukare, bf, f. 1876
- Ulrik Leander, f.d. fängelsedirektör, f, f. 1858
- Elof Andersson i Fältenborg, lantbrukare, l, f. 1873
- William Linder, hovrättsråd, s
- Martin Kropp, stationskarlsförman, s, f. 1878
- Theodor Östergren, modellmästare, s, f. 1878

## Malmöhus län med Malmö stad och Helsingborgs stad
- Knut von Geijer, borgmästare, h, f. 1864
- Jöns Jönsson i Slätåker, lantbrukare, h, f. 1867
- Nils Anton Nilsson i Östrabo, lantbrukare, h, f. 1874
- Anders Antonsson, direktör, h, f. 1856
- Nils Wohlin, statsråd, bf
- Jöns Pålsson, hemmansägare, l, f. 1870
- Nils Persson i Malmö, kassör, s (avled 12 januari 1927)
- Jacob Larsson, v. häradshövding, s, f. 1851
- Nils August Nilsson i Kabbarp, trädgårdsodlare, s, f. 1867
- Olof Olsson, läroverksadjunkt, s, f. 1872
- Johan Nilsson i Malmö, redaktör, s, f. 1874
- Carl Johansson, arbetsförmedlingsföreståndare, s, f. 1856

## Göteborgs stad
- Edvard Lithander, direktör, h
- Gustaf Boman, grosshandlare, h, f. 1861
- Anders Lindblad, redaktör, s, f. 1866
- Ernst Wigforss, lektor, s
- Gustav Hansson i Gårda, skomakarmästare, s, f. 1878

## Göteborgs och Bohus län
- Axel Sundberg, borgmästare, h, f. 1869
- Eric Hallin, kammarherre, h, f. 1870
- Ludvig Widell, överdirektör, h, f. 1870
- Albin Andersson i Myggnäs, bankkamrer, bf
- Israel Holmgren, professor, f, f. 1871
- Sigfrid Hansson, redaktör, s, f. 1884
- Isak Svensson i Grindstorp, lantbrukare, l, f. 1864

## Älvsborgs län
- Hugo Erik Gustaf Hamilton, f.d. landshövding, h, f. 1849
- Axel von Sneidern, landshövding, h, f. 1875
- Axel Fredrik Wennersten, direktör, h, f. 1863
- Per Adolf Larsson i Öjersbyn, h, f. 1872
- Johan Johansson i Friggeråker, lantbrukare, bf, f. 1872
- Olaus Pettersson i Olovstorp, lantbrukare, f, f. 1859
- Karl Sandegård, kyrkoherde, s, f. 1880
- Edvard Björnsson, lektor, s, f. 1878

## Skaraborgs län
- Erik Vrang, redaktör, h, f. 1870
- Ernst Lundell, godsägare, h, f. 1857
- Edward Larson i Lerdala, lantbrukare, f, f. 1867
- August Johansson i Lövholmen, lantbrukare, f, f. 1864
- Ernst Svensson i Eskhult, lantbrukare, bf, f. 1880
- Torsten Ström, handlande, s, f. 1885

## Värmlands län
- Georg Dahl, f.d. rådman, h, f. 1869
- Valfrid Eriksson, godsägare, h, f. 1879
- Åke Ingeström, direktör, f, f. 1867
- Johan Bergman, f.d. professor, f
- Karl Schlyter, häradshövding, s, f. 1879
- Gustaf Strömberg, yrkesunderinspektör, s
- John Sandén, redaktör, s

## Örebro län
- Adolf Lindgren, direktör, h, f. 1864
- Gottfrid Karlsson i Gillberga, nämndeman, f, f. 1872
- Kerstin Hesselgren, yrkesinspektris, l
- Harald Åkerberg, redaktör, s
- Anders Örne, statsråd, s

## Kopparbergs län
- Daniel Alfred Petrén, överinspektör, s, f. 1867
- Ernst Lyberg, statsråd, l, f. 1874
- Carl Schedin, hemmansägare, bf, f. 1868
- Erik Dalberg, ombudsman, s, f. 1869
- Anders Pers, redaktör, l, f. 1860
- Ernst Åström, handlande, s, f. 1876

## Gävleborgs län med Gävle stad
- Rickard Sandler, folkhögskolföreståndare, s
- Nils Sigfrid Norling, redaktör, s, f. 1880
- Per Andersson i Koldemo, hemmansägare, bf, f. 1876
- Per Norin, hemmansägare, s, f. 1863
- Carl Eriksson i Ljusdal, möbelhandlare, s, f. 1881
- Jonas Andersson i Hedsta, lantbrukare, h, f. 1873
- Carl Carlsson, bageriföreståndare, f, f. 1873

## Västernorrlands län och Jämtlands län
- Erik August Enhörning, konsul, h, f. 1860
- Anders Olof Frändén, hemmansägare, h, f. 1866
- Leonard Tjällgren, lantbrukare, bf, f. 1878
- Henrik Andersson i Boda, hemmansägare, bf, f. 1880
- Herman Kvarnzelius, landshövding, l
- Johan Johansson i Hornsberg, förlikningsman, f, f. 1874
- Ivar Österström, redaktör, f, f. 1887
- Carl Albert Lindhagen, borgmästare, s, f. 1860
- Janne Walles, kassör, s, f. 1871
- Salli Luterkort, vice häradshövding, s, f. 1884

## Västerbottens län och Norrbottens län
- Olof Bergqvist, biskop, h, f. 1862
- Nils Gabrielsson, lantbrukare, h, f. 1876
- Herman Rogberg, häradshövding, h
- Gustav Rosén, statsråd, f
- Paul Hellström, statsråd, f
- John Almkvist, statsråd, f
- Evert Jonsson i Lycksele, sekreterare, f, f. 1869
- Manne Asplund, bergmästare, s, f. 1872
- Carl Winberg, redaktör, k, f. 1867